# Blangy-le-Château
Blangy-le-Château település Franciaországban, Calvados megyében. Lakosainak száma 781 fő (2022. január 1.). Blangy-le-Château Les Authieux-sur-Calonne, Bonneville-la-Louvet, Le Brévedent, Le Faulq, Fierville-les-Parcs, Le Mesnil-sur-Blangy és Saint-Philbert-des-Champs községekkel határos.

## Népesség
A település népességének változása:
| Lakosok száma | 532  | 612  | 618  | 664  | 692  | 687  | 700  | 719  | 728  | 781  |
|               | 1968 | 1982 | 1990 | 2006 | 2013 | 2015 | 2017 | 2019 | 2020 | 2022 |